# آبشار نیوپسکار
آبشار نیوپسکار (به انگلیسی: Njupeskär) آبشاری است که در دالارنا، سوئد واقع شده و ارتفاع کلی ریزشگاه آن ۹۳ متر است.

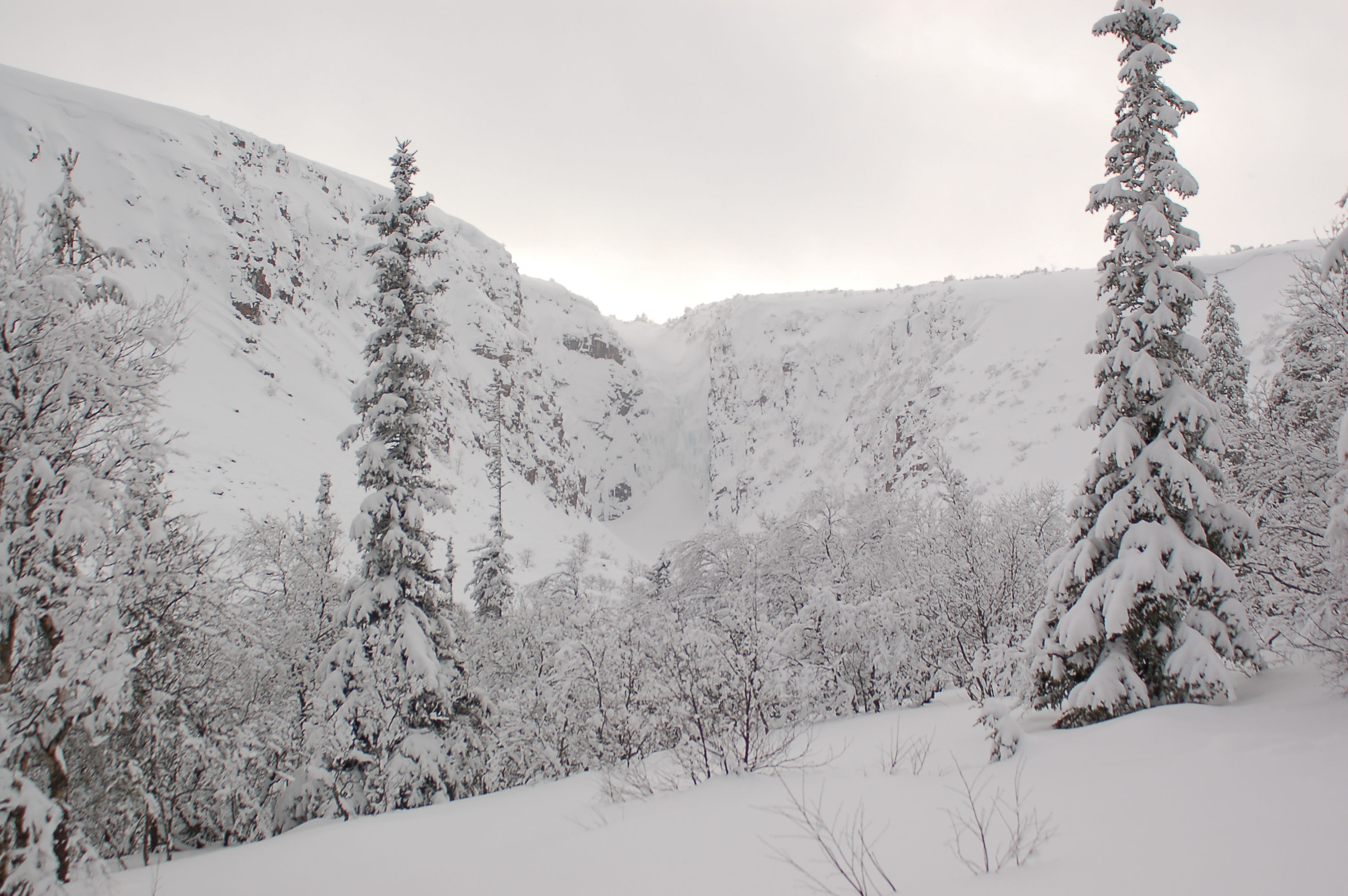
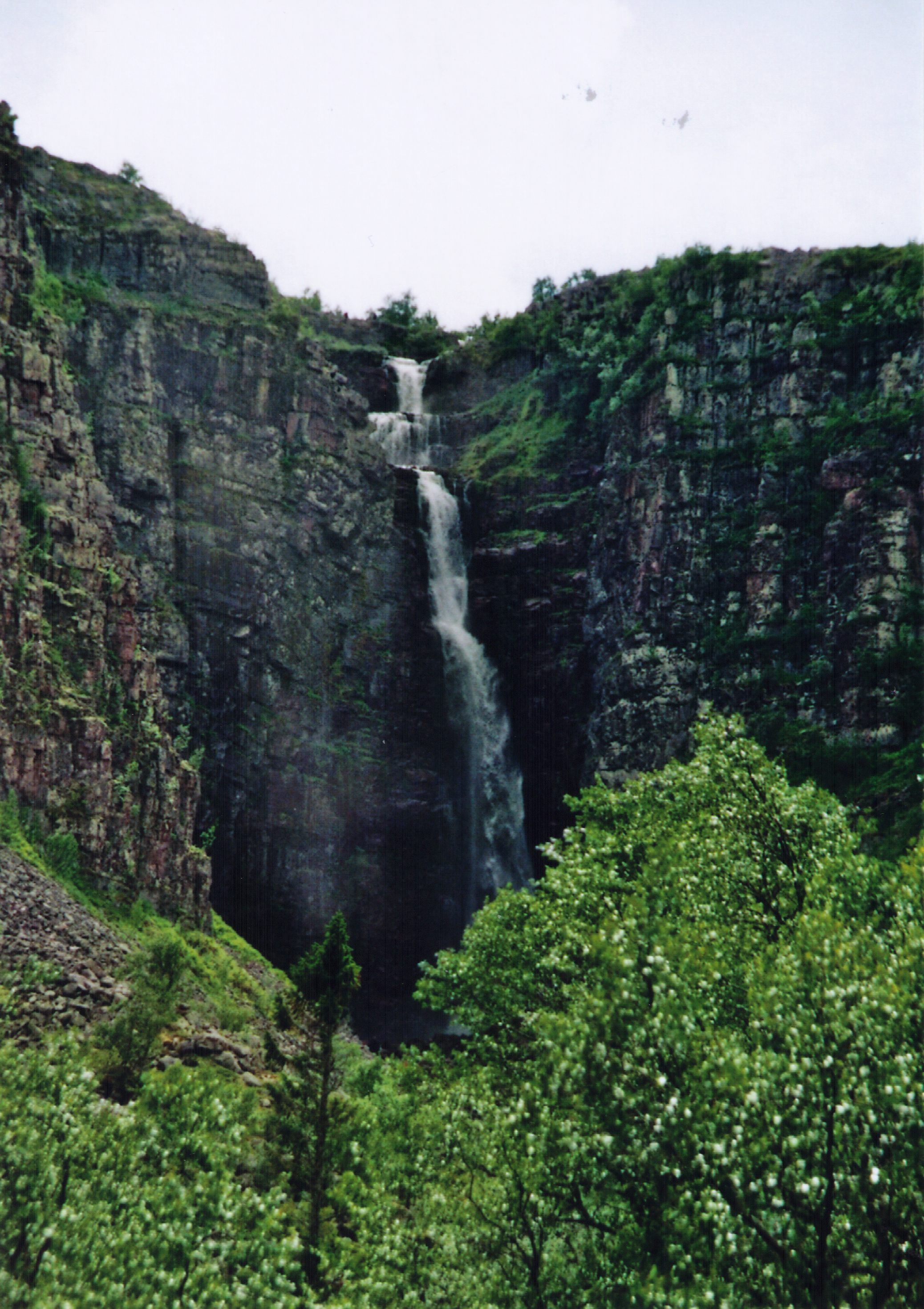
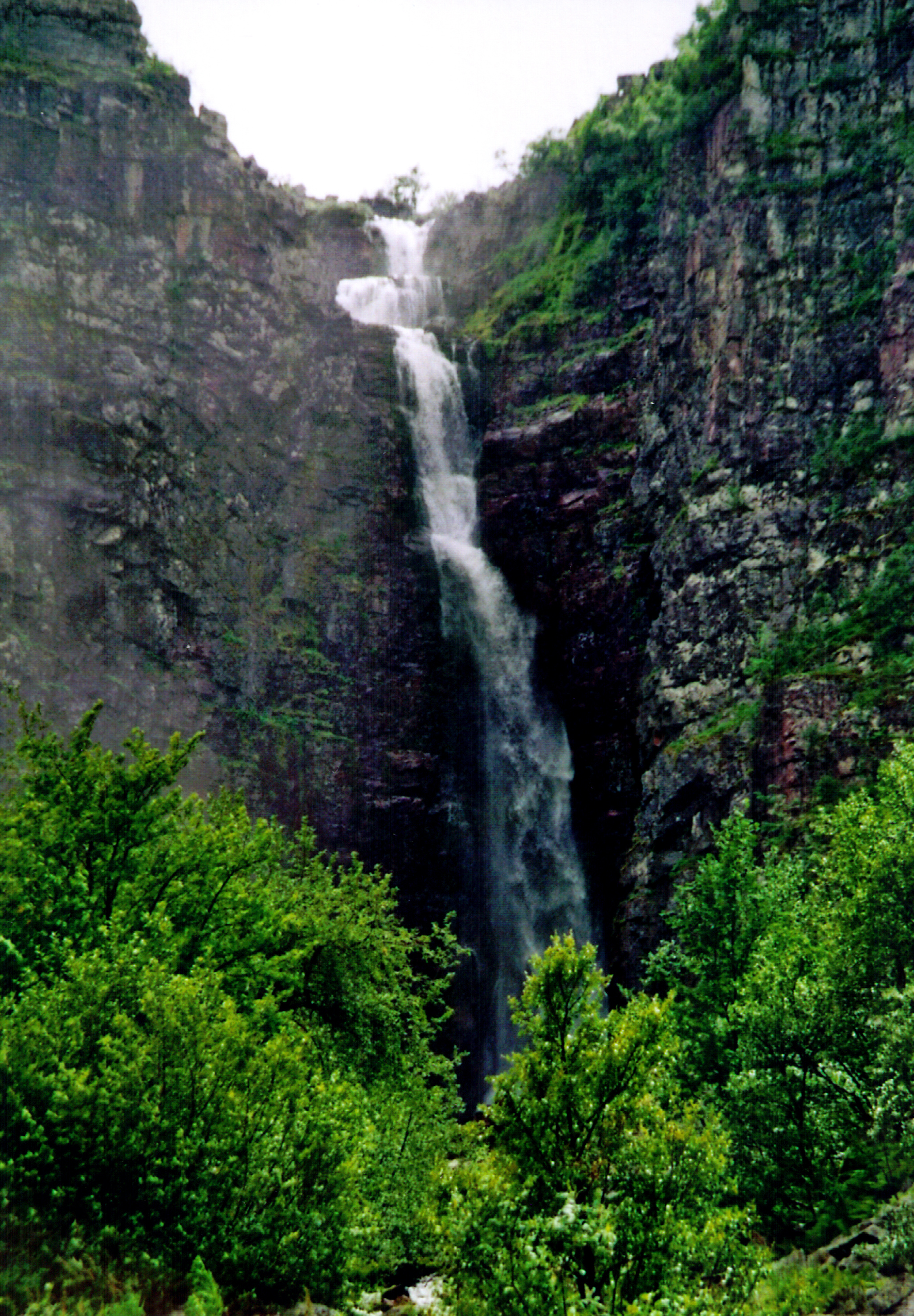
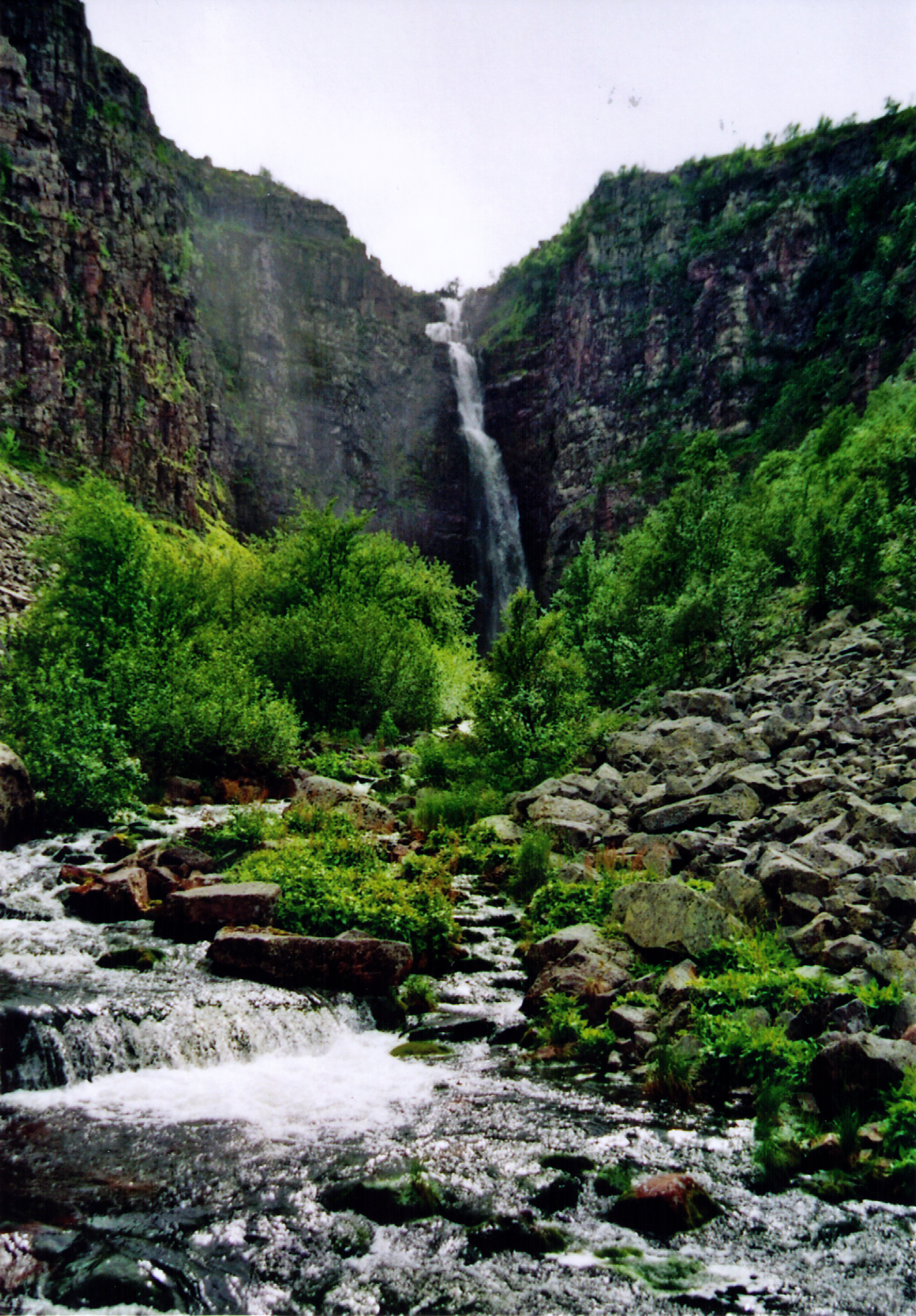
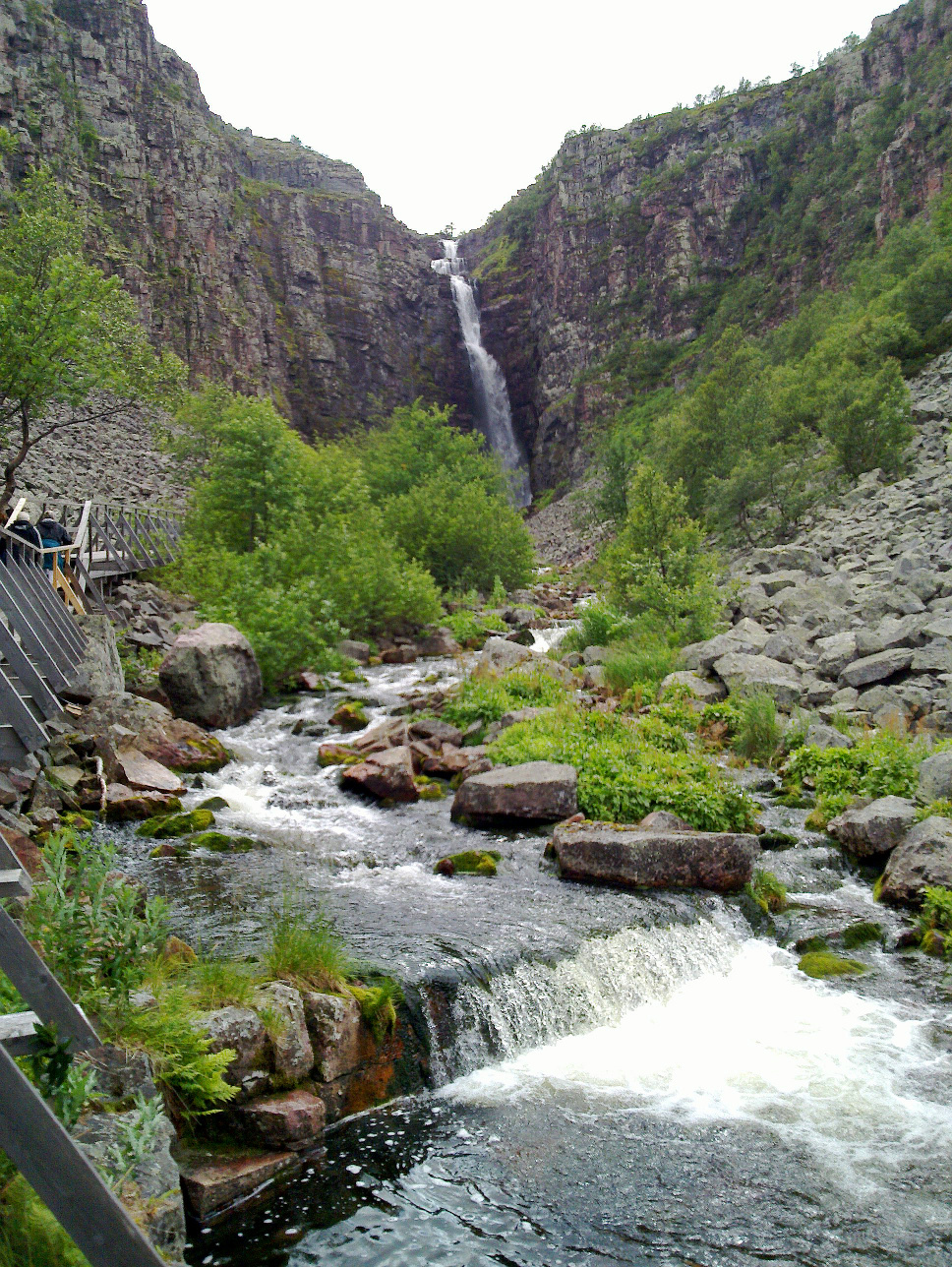
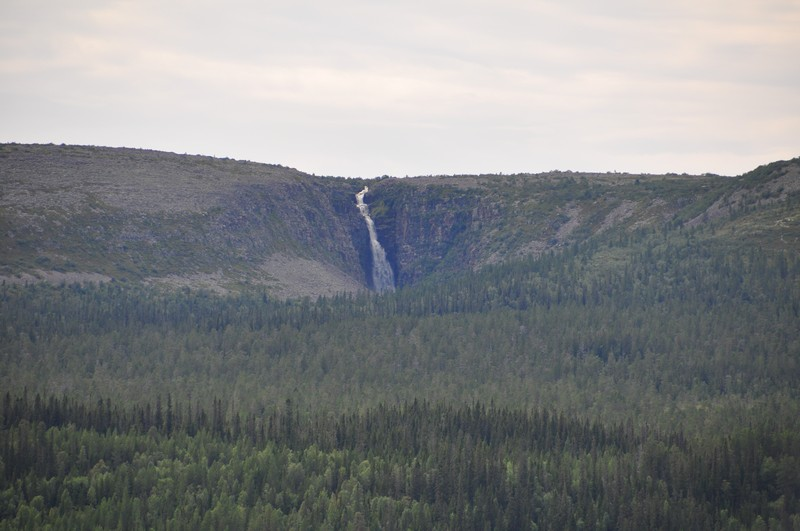
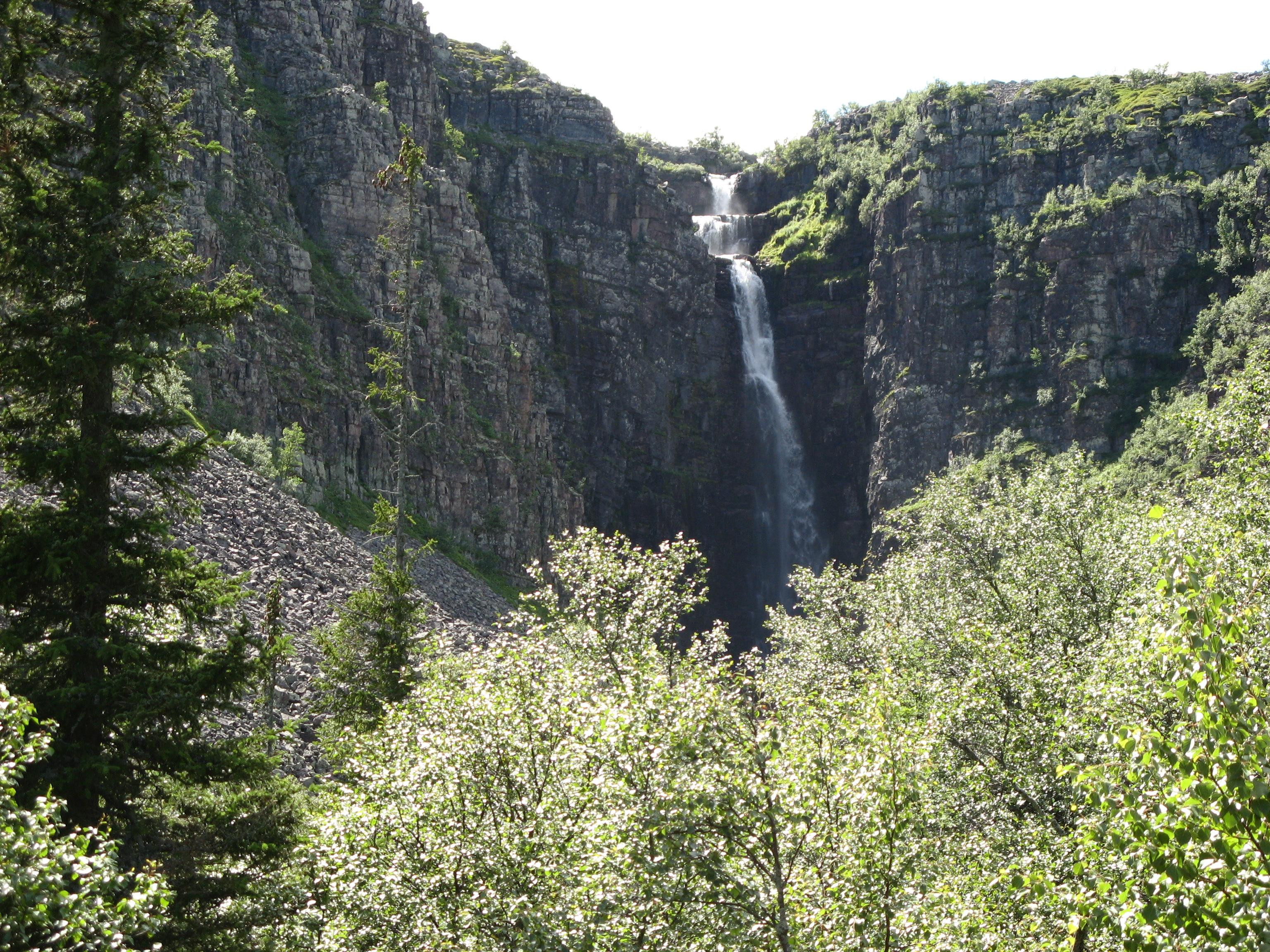